# القوانين المحمدية الزائفة
القوانين المحمدية الزائفة أو شريعة محمد الكاذبة (باللاتينية: Lex Mahumet pseudoprophete) هي ترجمة لاتينية وسطى للقرآن الكريم في العصور الوسطى (حوالي 1110 - 1160 م) على يد روبرت كيتون [الإنجليزية] وهو معادٍ للإسلام. وهي أقدم ترجمة معروفة للقرآن الكريم إلى لغة أوروبية غربية.
في عام 1142 أقنع رئيس الدير الفرنسي بطرس المبجل روبرت بالانضمام إلى فريق كان ينشئه لترجمة الأعمال العربية إلى اللاتينية على أمل المساعدة في التحول الديني للمسلمين إلى المسيحية. كانت ترجمة القرآن الكريم العمل الرئيس لهذه المجموعة تحت عنوان جسم كلونياك [الإنجليزية]. كان المشروع ضخمًا، حيث استغرق أكثر من عام، وملأ أكثر من 100 ورقة سفر (180 صفحة في الطباعة الحديثة). أصبحت هذه الترجمة للقرآن الكريم شائعة، حيث لا يزال أكثر من 25 مخطوطة موجودة، إلى جانب مطبوعتين من القرن السادس عشر. كانت الترجمة القياسية للأوروبيين منذ إصدارها حتى القرن الثامن عشر. وقد يُعد من أوائل الأعمال العدائية الأوروبية تجاه المسلمين، فقد اجتاحت الفرنجة مشاعر سلبية إبان الحملات الصليبية.

## النقد
على الرغم من تأثيرها المبكر، إلا أن إجماعًا علميًا كبيرًا يرى أن النص غير موثوق به، ومعادٍ بشدة للإسلام. يقول توماس إي بورمان، "منذ القرن الخامس عشر وحتى الوقت الحاضر، أدان الرأي العلمي هذه الترجمة باعتبارها إعادة صياغة فضفاضة ومضللة ومسيئة". انتقد يوحنا الأشقوبي، وهو مترجم للقرآن في القرن الخامس عشر، الترجمة بسبب حرية التعديل التي استخدمها روبرت كيتون [الإنجليزية]. تم توسيع السور التقليدية البالغ عددها 114 سورة إلى أكثر من ذلك، وأضاف يوحنا الأشقوبي أن المعنى الصريح من العربية غالبًا ما تم حذفه بينما تم تضمين معنى مخيف ضمني، ناهيك عن العديد من التغييرات في الترتيب. انتقد الإيطالي لودوفيكو مرتشي والهولندي هادريان ريلند والبريطاني جورج سيل الترجمة بأنها "لا تستحق اسم الترجمة". ومع ذلك، تم استخدام النص على نطاق واسع باعتباره أول ترجمة شاملة للقرآن إلى اللاتينية.

## علاقات المسيحية الغربية مع الإسلام
كان الغرض المًصرَّح من بطرس المبجل بأن هدفه من الترجمة هو تحويل المسلمين إلى المسيحية. وقد ادعى بأن بين فريقه مسلم، ولكن ينبغي لنا أن ننظر إلى الكتاب في سياق الترجمات الكاثوليكية المعادية للإسلام (طالع أيضًا الترجمة التي قام بها مارك الطليطلي).

## أمثلة
1. ترجمة سورة الفاتحة:

1. ترجمة سورة البقرة الآية 28، قدمها عبد الله يوسف علي بعد دراسة الكتاب اللاتيني الأصلي:

1. ترجمة أخرى:

1. ترجمة مارك الطليطلي:

يُظهر هذا المثال ميل ترجمة روبرت كيتون إلى إعادة صياغة البنية الأصلية للقرآن مقارنة بالتفسير الحرفي للغاية لمارك توليدو المعاصر. يمكن مقارنة كل منهما بالترجمة الحديثة المقبولة على نطاق واسع من أجل إظهار الاختلافات بين ممارسات الترجمة الحديثة والعصور الوسطى. مع قيام بورمان بترجمة النص الأصلي، ربما يتم فقدان بعض معاني النص الأصلي.

## طالع أيضًا
- طبعة فلوجل
- طبعة هنكلمان
- طبعة مرتشي [الإنجليزية]
- قائمة ترجمات القرآن
- مخطوط